# ソンヨン
ソンヨン（성연、本名：ペ・ソンヨン（배성연、裵成嬿）、英語名：Shannon Bae、シャノン・ベイ、1999年5月25日 - ）は、大韓民国のガール・グループであったPRISTIN（プリスティン）のボーカルを務めた歌手。
大韓民国ソウル特別市城東区に生まれ、およそ7歳ないし8歳の時からアメリカ合衆国カリフォルニア州ロサンゼルスへ一家で移民して9年間にわたって居住し、中学校を卒業して韓国に戻った。韓国ではソウル外国人学校を卒業した。米国に移民後、アメリカ合衆国の市民権を取得したが、国籍保有申告をした後、従前の韓国の国籍を放棄せず、韓国と米国の二重国籍を保有している。

## 学歴
- Charles H. Kim Elementary School
- John Burroughs Middle School
- Orange County School of the Arts
- ソウル外国人学校 高等部卒業

## 芸歴

### デビュー前
2016年3月にPLEDIS Girlzのメンバーとなり、5月から毎週土曜日にPLEDIS Girlzコンサートに出演した。2016年7月、JTBCが放送したリアリティ番組『ガール・スピリット（걸스피릿）』にレギュラーとして参加した。

### 2017年 - 2019年：PRISTIN
2017年3月21日、PRISTINはファースト・ミニアルバム『HI! PRISTIN（HI! PRISTIN）』をリリースし、ソンヨンはPRISTINのメンバーとして正式にデビューした。
2019年5月23日、PRISTINは解散し、ソンヨンはPLEDISエンターテインメントに残留し、ソロ・アーティストとして活動を続けることを決めた。
なお、PRISTINとして発売された音源については、PRISTIN#作品を参照。

### 2019年以降
2020年2月1日、2日、ソウル特別市のオリンピック公園で行われたBUMZUのコンサート「 'BEAUTIFUL' @2020 BUMZU CONCERT 'STUDIO'」にゲスト出演した。
2022年1月3日、Kep1erのデビュー・ミニアルバム『FIRST IMPACT（FIRST IMPACT）』のメインの楽曲「Wa Da Da」の制作に共同参加することを自身のInstagramで発表。
2022年1月17日、fromis_9 の4枚目のミニアルバム『Midnight Guest（Midnight Guest）』に、共同作曲に名を連ねた楽曲「0g」が収録され、リリースされた。
2022年4月15日、彼女は自身の Instagram で、Face the Sun の4枚目の正規アルバムの冒頭の楽曲「Darl+ing」で共同プロデューサーを務め、SEVENTEENのウジと共同作詞することを発表した。

## 作詞作曲
韓国音楽著作権協会への登録は、배성연 / BAE SUNG YEON（10012729）としておこなわれている。